# Danko Ljuština
Danko Ljuština (Karlovac, 24. veljače 1952.) je hrvatski kazališni, televizijski i filmski glumac.

## Životopis
Nakon mature u gimnaziji Dr. Ivan Ribar u Karlovcu upisao je Akademiju dramske umjetnosti u Zagrebu. Član ansambla Drame Hrvatskoga narodnog kazališta u Zagrebu postao je 1980. godine. Ima velik broj nastupa u brojnim predstavama, na daskama HNK u Zagrebu od 1976. do 2009. godine nastupio je u 41 predstavi, a nastupao je također na: Dubrovačkim ljetnim igrama, u Zagrebačkom kazalištu mladih, zajedno s glumačkom družinom Histrion.

## Nagrade i priznanja
- Odlikovanje Red Danice hrvatske s likom Marka Marulića za osobite zasluge u kulturi.
- Nagrada Mila Dimitrijević za ulogu Tome u komediji "Nihilist iz Vele Mlake" Ive Brešana u izvedbi Drame HNK u Zagrebu, 1993.
- Nagrada Ivo Serdar na Danima satire za uloge u predstavama Diogeneš Tituša Brezovačkog u izvedbi Glumačke družine Histrion iz Zagreba, te "Hamlet & Tarzan" u izvedbi Satiričkog kazališta Kerempuh iz Zagreba, 1994.
- Nagrada Orlando za uloge Bokčila i Negromanta u "Dundo Maroje" Marina Držića u izvedbi ansambla DLJ, 1995.
- Zlatna arena za sporednu ulogu Džafer bega u filmu Konjanik Branka Ivande.
- Zlatni lovor-vijenac za ulogu Odiseja u predstavi Odisej i sin Vene Taufera u režiji Vite Taufera na 32.MES-u 1991.g.u Sarajevu.
- Nagrada Marul za epizodnu ulogu u predstavi Krležijada glumačke družine Histrion 1993. Marulićevi dani.

## Filmografija

### Televizijske uloge
- "Nikola Tesla" (1977.)
- "Velo misto" kao Mijo (1980. – 1981.)
- "Nepokoreni grad" kao Galeb (1982.)
- "Kiklop" (1983.)
- "Smogovci" kao Lovac (1983.)
- "Lažeš, Melita" kao Branko (1984.)
- "Hajdučki gaj" (1985.)
- "Inspektor Vinko" kao prijatelj iz Đakova (1985.)
- "Putovanje u Vučjak" kao Valec (1986.)
- "Zagrljaj" kao magistar Budikovac (1988.)
- "Ptice nebeske" (1989.)
- "Veliki odmor" (2000.)
- "Naši i vaši" kao doktor (2002.)
- "Zlatni vrč" kao Zlatko Vrčić (2004.)
- "Odmori se, zaslužio si" kao konobar (2006.)
- "Bumerang" kao Dr. Mile Bjelčić (2006.)
- "Kazalište u kući" kao majstor (2007.)
- "Bitange i princeze" kao Ludi Mitar (2007.)
- "Zakon!" kao prodavač kukuruza (2009.)
- "Mamutica" kao Marin Milić (2009.)
- "Provodi i sprovodi" kao sudac Drago Gervais (2012.)
- "Stipe u gostima" kao Krešo (2012.)
- "Zlatni dvori" kao Veljko Holcer (2016. – 2017.)
- "Počivali u miru" kao Kosta Mandić (2017.)

### Filmske uloge
- "Mećava" (1977.)
- "Ljubav jedne uniforme" (1979.)
- "Živi bili pa vidjeli" kao Đuro (1979.)
- "Rodoljupci" (1981.)
- "Banović Strahinja" kao tamničar (1981.)
- "Kiklop" (1982.)
- "Dundo Maroje" kao Ugo Tudešak (1983.) – TV-kazališna predstava
- "S.P.U.K." kao Vlado (1983.)
- "Mala pljačka vlaka" kao debeljko (1984.)
- "Evo ti ga, mister Flips!" (1984.)
- "Horvatov izbor" (1985.)
- "Kormoran" kao zdravnik (1986.)
- "Ljubezni Blanke Kolak" kao ministar (1987.)
- "Tečaj plivanja" (1988.)
- "U sredini mojih dana" (1988.)
- "Manifesto" kao pekar (1988.)
- "Krvopijci" kao Jurek (1989.)
- "Leo i Brigita" kao gospodin Popović (1989.)
- "Ljeto za sjećanje" (1990.)
- "Karneval, anđeo i prah" kao magistar Budikovac (1990.)
- "Čaruga" kao Jatak Uroš (1991.)
- "Rastreseno gledanje kroz prozor" (1993.)
- "Gospa" kao stražar Šimo (1994.)
- "Isprani" (1995.)
- "Pont Neuf" kao slikar (1997.)
- "Transatlantic" (1998.)
- "Četverored" kao Vujadin "Vujo" Prica (1999.)
- "Blagajnica hoće ići na more" kao Đurđin muž (2000.)
- "Je li jasno, prijatelju?" kao Debeli (2000.)
- "Ajmo žuti" kao Torbarina (2001.)
- "Posljednja volja" kao Stipe (2001.)
- "Kraljica noći" kao Lopata (2001.)
- "Ne dao Bog većeg zla" kao profesor kemije Opačić (2002.)
- "Konjanik" kao Džafer-beg (2003.)
- "Duga mračna noć" kao Lujo (2004.)
- "Zadnji dan kućnog ljubimca" (2005.)
- "Pušća Bistra" kao šef sale (2005.)
- "Lopovi prve klase" (2005.)
- "Snivaj, zlato moje" kao otac Ladović (2005.)
- "Ko živ ko mrtav" (2005.)
- "Crveno i crno" kao doktor (2006.)
- "Gospođa za prije" kao franjevac (2007.)
- "Kino Lika" kao Mikeov otac (2008.)
- "Zagrebačke priče" kao pekar (segment "Kanal") (2009.)
- "Čovjek ispod stola" kao Žuga (2009.)
- "Sonja i bik" kao predsjednik Sabora (2012.)
- "Hitac" kao Goran (2013.)
- "Šegrt Hlapić" kao gospodar vrtuljka (2013.)
- "Poklon predsjednika Nixona" kao šef sale (2014.)

## Vanjske poveznice
- Danko Ljuština u internetskoj bazi filmova IMDb-u (engl.)
- www.hnk.hr  Arhivirana inačica izvorne stranice od 10. kolovoza 2009. (Wayback Machine) dopusnica HNK u Zagrebu